# Giant-Size X-Men
Giant-Size X-Men (рус. Гигантские Люди Икс) №1 был спецвыпуском серии комиксов о Людях Икс, изданным Marvel Comics. Его написал Лен Вейн, а нарисовал Дэйв Кокрум. Хотя не являвшийся регулярным, этот выпуск запустил серию после пятилетнего перерыва. Выпуск служит звеном между оригинальными Людьми Икс и новой командой. Хронологически он идёт до The X-Men №94. 68-страничный выпуск был издан с датой на обложке «май 1975» и поставлен в киоски в феврале того года.
Позже в том же году Marvel издали второй выпуск серии, история в котором не имела никакой связи с предыдущим номером. В нем также были переиздания X-Men #57 и #58.
В 2005 году издательство выпустило 3 и 4 номера серии, в которых помимо переиздания основной серии была и пара новых историй хронологического периода первого выпуска.

## Сюжет

### «Второе поколение!»
История связывает старую команду Людей Икс с новой, когда оригинальная команда (Циклоп, Чудо-Девушка, Ангел, Человек-Лёд и Зверь), а также Хавок и Лорна Дэйн, отправились на остров Кракоа и исчезли. Циклопу дали вернуться, чтобы рассказать Профессору Икс, что произошло. Это побуждает Чарльза собрать новую команду Людей Икс для организации спасения героев. В новую команду входят Солнечный Огонь и Банши, введённые в предыдущих комиксах о Людях Икс; Росомаха, дебютировавший во Вселенной Marvel в The Incredible Hulk №180 (окт. 1974); и только что созданные Шторм, Ночной Змей, Колосс и Буревестник.
Отряд вскоре узнаёт, что Кракоа не только остров, но и гигантский мутант. Новая команда успешно спасает старых Людей Икс, а также уничтожает остров, забросив его в открытый космос силой Лорны, несмотря на проблемы в их первой совместной миссии. Выпуск заканчивается постановкой вопроса о будущем 13 Людей Икс.

### Переиздания
Комикс также содержит переиздания из The X-Men №43, №47 и №57.

## Авторы
- Обложка — Гил Кейн (художник) и Дэйв Кокрум (краска)
- Сюжет — Лен Вейн
- Сценарий — Лен Вейн
- Художник — Дэйв Кокрум
- Контур — Дэйв Кокрум и Питер Иро
- Шрифтовик — Джон Констанца
- Колорист — Глайнис Вейн
- Редактор — Лен Вейн

## Персонажи
- Ангел
- Банши
- Буревестник
- Гроза
- Колосс
- Ульяна Распутина – сестра Колосса
- Кракоа
- Лорна Дэйн
- Николай и Александра Распутины – родители Колосса
- Ночной Змей
- Проф. Чарльз Ксавье
- Росомаха
- Солнечный Огонь
- Хавок
- Циклоп
- Человек-Лёд
- Чудо-Девушка